# 前田優
前田 優（まえだ まさる 、1924年（大正13年）8月26日 - 2011年（平成23年）2月9日）は、日本の海軍軍人、海上自衛官。第14代海上幕僚長。

## 略歴
兵庫県出身。旧制加古川中学校を経て海軍兵学校に入校。太平洋戦争中は空母「鳳翔」などに乗組む。戦後は復員業務に従事したのち海上警備隊に入隊。海上自衛隊では第1術科学校長、佐世保地方総監、自衛艦隊司令官等の要職を歴任し、第14代海上幕僚長に就任。2年余の任期中、海自にとって永年の懸案だった補給実施要領や自衛艦乗員服務規則など各種の内規を整備して実施に移したほか、P-3C部隊の新編、シーレーン防衛議論への対応などに務めた。

## 年譜
- 1941年（昭和16年）
  - 12月1日：海軍兵学校入校
- 1944年（昭和19年）
  - 3月22日：海軍兵学校卒業（第73期）、海軍少尉候補生[2]
  - 4月15日：空母「鳳翔」乗組[3]
  - 9月1日：海軍少尉任官[4]
- 1945年（昭和20年）
  - 3月1日：海軍中尉に進級[5]
  - 4月20日：空母「葛城」乗組[6]
  - 8月6日：海軍総隊司令部附兼連合艦隊司令部附[7]
  - 8月20日：呉鎮守府附[8]
  - 9月25日：駆逐艦「夕風」航海長兼分隊長[9]
  - 11月30日：予備役に編入、充員召集[10]
- 1946年（昭和21年）
  - 1月15日：呉地方復員局出仕[11]
  - 2月14日：「第九号駆潜艇」乗組[12]
- 1947年（昭和22年）11月28日：公職追放の仮指定を受ける[13]。
- 1952年（昭和27年）6月：海上警備隊入隊（二等海上警備士）
- 1962年（昭和37年）1月：2等海佐に昇任
- 1964年（昭和39年）8月：海上幕僚監部先任副官
- 1966年（昭和41年）7月：護衛艦「いそなみ」艦長
- 1967年（昭和42年）7月1日：1等海佐に昇任、自衛艦隊司令部幕僚
- 1969年（昭和44年）2月17日：海上幕僚監部防衛部防衛課防衛班長
- 1972年（昭和47年）3月16日：第21護衛隊司令
- 1973年（昭和48年）12月16日：舞鶴地方総監部幕僚長
- 1974年（昭和49年）
  - 7月1日：海将補に昇任
  - 12月5日：第18代 第2護衛隊群司令に就任
- 1976年（昭和51年）3月16日：統合幕僚会議事務局第5幕僚室長
- 1977年（昭和52年）
  - 7月1日：海将に昇任
  - 9月1日：海上自衛隊第1術科学校校長に就任
- 1979年（昭和54年）2月1日：第17代 佐世保地方総監に就任
- 1980年（昭和55年）2月15日：第21代 自衛艦隊司令官に就任
- 1981年（昭和56年）2月16日：第14代 海上幕僚長に就任
- 1983年（昭和58年）4月26日：退官
- 1994年（平成06年）11月3日：勲二等瑞宝章受章[14]
- 2011年（平成23年）2月9日：自衛隊横須賀病院で死去（享年86）。叙・正四位[15]

## 栄典
- 勲二等瑞宝章 - 1994年（平成6年）11月3日[16]